# Шілках-Іншушинак III
Шілках-Іншушинак III (1-а пол. VI ст. до н. е.) — цар Еламу.

## Життєпис
Походив з Аяпірської династії (Таххі-хі). Син царя Уммануну. Приблизно в 570-х роках до н. е. після смерті батька спадкував владу. Втім невдовзі рештки еламської держави розпалися — в Аяпір зацарював молодший брат Шутур-Наххунте. В Заміні й Гісаті посіли місцеві династії. Внаслідок цього центральний Елам було остаточно втрачено на користь персів. Саме в цей час значення Елам стало відноситися до земель колишнього Західного Еламу.
Тримався в Сузах лише завдяки підтримці вавилонян. Тому був вірним васалоном вавилонських царів. Помер наприкінці 560-х років до н. е. Йому спадкував син Темпті-Хумбан-Іншушинак II.